# Vilanova d'Alcolea
Vilanova d'Alcolea är en kommun i Spanien.   Den ligger i provinsen Província de Castelló och regionen Valencia, i den östra delen av landet, 300 km öster om huvudstaden Madrid. Antalet invånare är 688. Arean är 68 kvadratkilometer. Vilanova d'Alcolea gränsar till Alcalà de Xivert, Benlloch, Cuevas de Vinromá, Sierra Engarcerán och Torre d'en Doménec. 
Terrängen i Vilanova d'Alcolea är kuperad norrut, men söderut är den platt.